# Dominique Mocka
Dominique Mocka (ur. 13 sierpnia 1978) – gwadelupski piłkarz występujący na pozycji pomocnika. Zawodnik klubu JS Vieux-Habitants. Trener piłkarski.

## Kariera klubowa
Mocka karierę rozpoczynał w 1994 roku w zespole RC de Basse-Terre. Przez 12 lat gry dla tego klubu, zdobył z nim dwa mistrzostwa Gwadelupy (1999, 2004) oraz dwa Puchary Gwadelupy (2001, 2004). W 2006 roku odszedł do zespołu JS Vieux-Habitants. W 2010 roku wywalczył z nim mistrzostwo Gwadelupy.

## Kariera reprezentacyjna
W reprezentacji Gwadelupy Mocka zadebiutował w 2002 roku. W 2007 roku został powołany do kadry na Złoty Puchar CONCACAF. Zagrał na nim w meczu z Haiti (1:1), a Gwadelupa zakończyła turniej na półfinale.
W latach 2002–2010 w drużynie narodowej Mocka rozegrał łącznie 30 spotkań i zdobył 11 bramek.